# دمی مور
دمی جین مور (انگلیسی: Demi Gene Moore؛ زادهٔ ۱۱ نوامبر ۱۹۶۲) بازیگر آمریکایی است. پس از اینکه در اوایل دههٔ ۱۹۸۰ به شهرت رسید، مور تا سال ۱۹۹۵ به یکی از دریافت‌کنندگان بیشترین دستمزد در میان بازیگران زن جهان تبدیل شد. افتخارات او شامل یک جایزه گلدن گلوب و نامزدی جوایز امی پرایم‌تایم، بفتا و اسکار می‌شود.
مور کار خود را به عنوان مدل آغاز کرد و در سال ۱۹۸۱ به گروه بازیگران سریال آبکی بیمارستان عمومی پیوست. پس از جدایی از این مجموعه در سال ۱۹۸۳، او به عنوان یکی از اعضای گروه برت پک با ایفای نقش در فیلم‌های تقصیر ریو است (۱۹۸۴)، آتش سنت المو (۱۹۸۵) و دربارهٔ شب قبل (۱۹۸۶) به شهرت رسید. او با بازی در نقش هنرمند سوگواری در فیلم عاشقانهٔ روح (۱۹۹۰) به ستارهٔ سینما تبدیل شد و با فیلم‌های چند مرد خوب (۱۹۹۲)، پیشنهاد بی‌شرمانه (۱۹۹۳) و افشاگری (۱۹۹۴) موفقیت بیشتری در گیشه کسب کرد. در سال ۱۹۹۶، او صداپیشگی اسمرالدا در گوژپشت نتردام را بر عهده گرفت و برای بازی در فیلم استریپ‌تیز دستمزد بی‌سابقه ۱۲٫۵ میلیون دلاری دریافت کرد.
کار مور پس از عملکرد تجاری کمتر از حد انتظار داغ ننگ (۱۹۹۵)، هیئت منصفه (۱۹۹۶) و جی.آی. جین (۱۹۹۷) کاهش پیدا کرد. او پس از آن نقش‌های اصلی گاه و بیگاهی در فیلم‌های هنری داشت و در فیلم‌های فرشتگان چارلی: زدن به سیم آخر (۲۰۰۳)، بابی (۲۰۰۶)، آقای بروکس (۲۰۰۷) و مارجین کال (۲۰۱۱) نقش‌های مکملی بازی کرد. او برای بازی در نقش یک سلبریتی سالخورده در فیلم ترسناک ماده (۲۰۲۴) مورد توجه منتقدان قرار گرفت و برنده جایزه گلدن گلوب بهترین بازیگر زن شد.
مور سه بار ازدواج کرده است. او در سال ۱۹۸۱ با موسیقی‌دان فردی مور ازدواج کرد که تا سال ۱۹۸۵ ادامه داشت. او از سال ۱۹۸۷ با بازیگر بروس ویلیس ازدواج کرد که از او سه دختر دارد و در سال ۲۰۰۰ از یکدیگر جدا شدند. مور در سال ۲۰۰۵ با اشتون کوچر ازدواج کرد و در سال ۲۰۱۳ از او جدا شد. کتاب خاطرات او با نام درون و بیرون (۲۰۱۹) به یکی از پرفروش‌ترین کتاب‌های نیویورک تایمز تبدیل شد.

## اوایل زندگی
دمی مور در ۱۱ نوامبر ۱۹۶۲ در رازول، نیومکزیکو به دنیا آمد. پدرش چارلز فاستر هارمون، هوانورد نیروی هوایی ایالات متحده آمریکا بود که پس از یک ازدواج دوماهه پیش از اینکه مور به دنیا بیاید، همسر در آن زمان ۱۸ ساله‌اش که ویرجینیا نام داشت را ترک کرد. چارلز اهل لنت، آلاباما بود و ویرجینیا در ریچموند، کالیفرنیا به دنیا آمد، اما در رازول بزرگ شد. مادربزرگ مادری مور در مزرعه‌ای واقع در الیدا، نیومکزیکو بزرگ شد. وقتی مور سه‌ماهه بود، مادرش با دن گینز، فروشنده آگهی‌های روزنامه که مرتباً شغلش را تغییر می‌داد، ازدواج کرد. در نتیجه، خانواده بارها محل زندگی خود را تغییر دادند. در سال ۱۹۶۷، مور یک برادر ناتنی به‌نام مورگان داشت. مور در سال ۱۹۹۱ گفت: «پدرم دن گینز است. او مرا بزرگ کرد. مردی وجود دارد که پدر بیولوژیکی من محسوب می‌شود و واقعاً با او رابطه‌ای ندارم.» مور از دیگر ازدواج‌های پدر بیولوژیکی‌اش چارلی، خواهر و برادر ناتنی دارد، اما با آن‌ها نیز ارتباطی ندارد.
ناپدری مور، دن گینز، دو بار با ویرجینیا ازدواج کرد و دو بار هم طلاق گرفت. در اکتبر ۱۹۸۰، یک سال پس از دومین طلاق آن‌ها از یکدیگر، گینز اقدام به خودکشی کرد. پدر بیولوژیکی او هم در سال ۱۹۹۷ بر اثر سرطان کبد در برازوریا، تگزاس درگذشت. مادر مور سابقه دستگیری طولانی‌مدت داشت که دلیلش شامل رانندگی در حالت مستی و ایجاد حریق به‌طور عمد بود. مور در سال ۱۹۸۹ با مادرش قطع رابطه کرد. ویرجینیا در سال ۱۹۹۳ برای مجله های سوسایتی عکس‌های برهنه گرفت، و در آن از تصویر مور بر جلد مجلهٔ ونتی فر و سکانس او در فیلم روح تقلید کرد. مور و مادرش اندکی قبل از اینکه او بر اثر تومور مغزی در ژوئیه ۱۹۹۸ بمیرد، آشتی کردند.
مور دوران کودکی خود را در رازول و بعداً در کاننزبرگ، پنسیلوانیا سپری کرد. باب گاردنر، عکاس روزنامهٔ Monongahela Daily Herald زمانی که دن گینز رئیس تبلیغات بود، به یاد می‌آورد که به نظر می‌رسید مور سوءتغذیه داشت. مور همچنین انحراف چشم داشت که با دو عمل اصلاح شد و همچنین به اختلال عملکرد کلیه مبتلا بود. مور در ۱۳ سالگی زمانی که سند ازدواجی را کشف کرد و در مورد شرایط جویا شد، متوجه شد که گینز پدر واقعی او نیست، زیرا به گفته‌اش «دیدم در فوریه ۱۹۶۳ پدر و مادرم ازدواج کردند. من در سال ۶۲ به دنیا آمدم.»
مور در ۱۴ سالگی به زادگاهش رازول بازگشت و به مدت شش ماه با مادربزرگش زندگی کرد و سپس به ایالت واشینگتن نقل مکان کرد، جایی که مادر به‌تازگی طلاق‌گرفته‌اش در نزدیکی سیاتل زندگی می‌کرد. چند ماه بعد، خانواده دوباره به وست هالیوود، کالیفرنیا نقل مکان کردند، جایی که مادر مور در یک شرکت توزیع مجلات مشغول به کار شد. مور آن‌جا در دبیرستان فایرفکس تحصیل کرد. مورد در سال ۲۰۱۹ گفت که در ۱۵ سالگی توسط باسیل دوماس، صاحب‌خانهٔ ۴۹ ساله مورد تجاوز قرار گرفته است. دوماس مدعی شد که برای این کار به مادر مور پول داده بود و مادرش از آنچه رخ داد آگاه بود، اگرچه مور گفته که مشخص نیست آیا این ادعا حقیقت دارد یا نه. به گفته مور، مادرش معتاد الکلی بود که در نوجوانی او را به بارها می‌برد تا مردها متوجه حضور آن‌ها شوند.

## فیلم‌شناسی
فهرست برخی از فیلم‌هایی که دمی مور در آن‌ها به ایفای نقش پرداخته است: